# Horacio Quiroga
Horacio Quiroga (Salto, 31 dicembre 1878 – Buenos Aires, 19 febbraio 1937) è stato uno scrittore uruguaiano.
È considerato il fondatore del racconto ispanoamericano moderno ed uno dei più importanti autori di racconti del mondo ispanoamericano in assoluto. I temi dominanti nella sua opera sono la morte, l'amore e soprattutto la natura selvaggia che lo circondò per gran parte della sua vita.

## Biografia
Horacio Quiroga nacque a Salto, in Uruguay, il 31 dicembre 1878, ultimo dei quattro figli di Prudencio Quiroga e Juana Petrona Forteza. La sua vita fu segnata da tragici avvenimenti, come la morte dell'amico per un colpo accidentale del suo stesso fucile da caccia ed il suicidio del patrigno con uno sparo in testa.
Nel 1898 conobbe Leopoldo Lugones, considerato uno dei padri della letteratura argentina; abbandonò definitivamente gli studi e fondò la Revista del Salto. Semanario de Literatura y Ciencias sociales dove debuttò come narratore con Para noche de insomnio, Fantasía nerviosa ed Episodio.
Come molti intellettuali ispanoamericani, Quiroga, nel 1900 (precisamente il 30 marzo), si recò in Francia per approfondire la conoscenza della cultura europea: era infatti invalsa per i giovani borghesi ispanoamericani l'abitudine di recarsi a Parigi per venire a contatto con le avanguardie letterarie, filosofiche e culturali in genere. Tornò in patria il 12 luglio, senza valigia, senza collo della camicia, ma con una barba che diventerà celebre.
Verso la fine dell'anno ottenne il secondo premio in un concorso della rivista La Alborada con il racconto Sin razón, pero cansado. Nel gennaio 1901 pubblicò un nuovo racconto, Jesucristo, in novembre Los arrecifes de coral. In quell'anno morirono i suoi due fratelli: Prudencio e Pastora. Nel 1902 accadde un'altra tragedia: mentre stava pulendo il suo fucile, parte un colpo accidentale che uccise il suo migliore amico Federico Ferrando. Sconvolto, lasciò l'Uruguay e non vi farà ritorno mai più.
Si stabilì a Buenos Aires, dove insegnò nelle scuole superiori, mentre aumentava l'attrattiva per le regioni tropicali del paese, soprattutto Chaco e Misiones, dove andrà a stabilirsi con la moglie, Ana Maria Ciré, nel 1910; intanto pubblicò una raccolta di sedici racconti e il libro Historias de un amor turbio al quale aggiunge Los perseguidos .
Proprio a Misiones iniziò uno dei periodi più fecondi per la sua attività di scrittore. I suoi racconti incominciarono ad essere pubblicati su riviste e quotidiani. Nel 1915 una nuova tragedia segnò la sua vita: la moglie, che non aveva mai condiviso appieno la passione della vita nella selva, muore suicida per una dose di dicloruro di mercurio dopo otto giorni di agonia.
Lo scrittore tornò a Buenos Aires coi due figli piccoli e cominciò a riprendere contatto con la società: pubblicò in volume i suoi racconti nel libro Cuentos de amor, de locura y de muerte (Racconti d'amore, di follia e di morte) che raccoglie diciotto racconti ed ottiene un buon successo di pubblico e critica. Nel 1918 pubblica Cuentos de la selva (Racconti della foresta), che sarà uno dei maggiori successi, oltre che un ammirevole esempio di letteratura per bambini.
Nel 1921 pubblicò Anaconda, che ottiene grande popolarità. Fondò un circo letterario con il nome di quest'ultima pubblicazione, scrisse critiche letterarie e cinematografiche. La fama di Quiroga era in ascesa; nel 1926 pubblicò Los desterrados, unanimemente considerato il suo miglior libro; la rivista Babel organizzò un omaggio in suo onore. Nel 1927 lo scrittore sposò in seconde nozze una giovane amica della figlia, Maria Elena Bravo, di trent'anni più giovane, e nel 1932 tornò a Misiones come console dell'Uruguay.
Il 1934 fu un anno di cambiamenti, a causa del golpe che segnò il mutamento di governo a Montevideo che determinerà il suo licenziamento e l'inizio dei problemi economici. Nel 1935 uscìuna raccolta di racconti, Mas alla, di diversa epoca e qualità.
Anche il secondo matrimonio andò in crisi. Nel 1936 intrattenne un'assidua corrispondenza con Ezequiel Martinez Estrada; la profondità e la qualità di tale corrispondenza è eccezionale tanto che i quaranta pezzi che la compongono, resi pubblici solo vent'anni dopo, rappresentano forse la sua ultima grande opera. Nel 1936 la moglie e la figlia tornarono a Buenos Aires dove li raggiungerà a causa di una difficile operazione alla prostata a causa di un tumore. Il 19 febbraio 1937 morì suicida dopo aver ingerito una dose letale di cianuro.

## Opere
- Diario de viaje a París, Ed. Páginas de Espuma, Montevideo, 1900.
- Los arrecifes de coral, El Siglo Ilustrado, Montevideo, 1901. [prosa e poesia]
- El crimen del otro, Ed. Emilio Spinelli, Buenos Aires, 1904. [racconti]
- Los perseguidos, Ed. Arnaldo Moen y Hno., Buenos Aires, 1905. [storia]
- Storia di un torbido amore (Historia de un amor turbio, 1908), traduzione di Elisa Montanelli, Intermezzi Editore, 2018, ISBN 978-88-97440-35-2. [romanzo]
- 1917 - Racconti d'Amore, di follia e di morte (Cuentos de amor, de locura y de muerte, 1917), traduzione di F. Antonucci, Prefazione di Dario Puccini, Roma, Editori Riuniti, 1987, ISBN 978-88-359-3097-6.
- Racconti della foresta (Cuentos de la selva, 1918), a cura di F. Lazzarato, Roma, Editori Riuniti, 2003, ISBN 978-88-359-5438-5. [contiene La tartaruga gigante]
- Il Selvaggio (El Salvaje, 1920) [racconti]
- Las sacrificadas, Soc. Coop. Editorial Ltda., Buenos Aires, 1920. [racconti di scena in 4 atti]
- El hombre muerto, Diario porteño La Nación, Buenos Aires, 1920. [racconto]
- Anaconda (1921), presentazione di Mauricio Rosencof, Nova Delphi, 2014, ISBN 978-88-973-7619-4. [racconti]
- Il Deserto e altri racconti (El Desierto, 1924), Prefazione di Carmen Rojas Miguel, Milano, Mondadori, 1990. [racconti]
- Los desterrados, Ed. Babel, Buenos Aires, 1926. [racconti]
- Gli esiliati (1929), traduzione di Ilide Carmignani, Collana Classici contemporanei, Milano-Firenze, Bompiani, 2022, ISBN 978-88-301-0881-3.
- Un amore passato (Pasado amor, 1929), traduzione di Carlo Alberto Montalto, Collana Oltre l'orizzonte, Orizzonte Miltone Editore, 2024, ISBN 979-12-815-1010-4.
- Suelo natal, Ed. Crespillo, Buenos Aires, 1931. [racconti]
- L'aldilà (Más allá, 1935), traduzione di Francesco Verde, Salerno, Arcoiris, 2016, ISBN 978-88-99877-05-7. [racconti]
- La Scimmia Assassin
- Il tetto d'incenso, a cura di E. Londero, Collana Il divano, Palermo, Sellerio, 1995, ISBN 978-88-389-1167-5.
- Inchiostro sangue. Antologia di racconti e saggi del Río de la Plata, a cura di L. Tassi e A. De Laurentiis, Salerno, Arcoiris, 2009, ISBN 978-88-96583-09-8.
- Tigre per sempre. Racconti (1917-1935), a cura di Jaime Riera Rehren, Collana Letture, Torino, Einaudi, 2016, ISBN 978-88-062-2799-9.